# The Fellowship (organización cristiana)
The Fellowship, también conocida como The Family  y The International Foundation, es una organización religiosa y política estadounidense, fundada en 1935 por Abraham Vereide. Tiene como propósito establecido el proporcionar un foro de camaradería y encuentro para personajes de relevancia política en donde se puedan realizar estudios bíblicos, reuniones de oración, adoración de Dios, así como para brindar soporte a experiencias espirituales, a la vez que ayudar a colocar en posiciones de poder a personajes elegido para ayudar a la organización a influenciar en el mundo a través de las instituciones de los Estados Unidos, tanto en el país como en el resto del mundo.
The Fellowship es un culto caracterizado por sus fuertes conexiones políticas y el gran secretismo que cubre sus finanzas. Rehúyen todo tipo de publicidad y sus miembros toman el voto de mantener en secreto las actividades de la organización. Douglas Coe, exlíder de The Fellowship, junto con otros integrantes han justificado el secretismo detrás de la organización en citas bíblicas que repudian las demostraciones públicas de los buenos actos propios, así como en el hecho de que no podrían realizar las actividades diplomáticas que realizan si es que fuesen una organización de interés para el público.